# Крестич, Николай
Нико́ла Крстич (серб. Никола Крстић; 20 сентября 1829, Вац — 12 января 1902, Шабац) — сербский историк, юрист и политик.

## Биография
Родился в городе Ваце в северной части Венгрии, которая в то время входила в состав Австрийской империи. Учился в университете Пешта, доктор философии и права. В 1853—1862 годах преподавал энциклопедию права и «историю законознания» в Белградском лицее. В 1862 году стал начальником отдела полиции Министерства внутренних дел Сербии. С 1865 года являлся членом Кассационного суда, а в 1875 году стал его председателем. В 1884—1894 годах — член Государственного совета (совещательного органа по вопросам законодательной деятельности).
Автор ряда исторических работ (по оценке историка Н. А. Попова его усилия по созданию обобщающего труда по истории Сербии не достигли успеха), а также дневника, который является ценным источником по общественной и политической жизни страны во второй половине XIX века.
Написал: «Образи из обште историе» (Новый Сад, 1860); «Кратка история сербского народа» (Белград, 1860); «Обштый земльопис» (там же, 1861 и 1863); «История сербского народа» (там же, 1862 и 1868) и др.